# Hráppur Sumarlíðason
Hráppur Sumarlíðason (Sumarlidhason) también Víga-Hráppur (apodado el Asesino, n. 893) fue un vikingo de las islas británicas, posiblemente Escocia, que emigró a Islandia donde fundó un asentamiento en Laxardal. Es un personaje de la saga de Njal, y saga de Laxdœla. Se casó con Vigdís Hallsteinsdóttir (n. 897), hija de Hallsteinn Þórólfsson, y de esa relación tuvieron un hijo, Sumarliði Hrappsson (n. 928) quien, según la saga de Laxdœla heredó la hacienda de su padre pero la disfrutó por poco tiempo porque se volvió loco.

## Draugr
En la misma saga aparece como un individuo que aterrorizaba  a sus vecinos en Laxardal y tras su muerte la superstición local lo apunta como un no muerto, presuntamente resucitado como draugr y acusado de transformarse en una foca monstruosa y provocar la muerte por ahogamiento de Þorsteinn Hallsteinsson y su familia. Fue exhumado en dos ocasiones, la primera se cambió el lugar de su entierro y tras la segunda quemaron sus restos por orden de Ólafur pái Höskuldsson.

## Genealogía
Hráppur era hijo de Sumarliði Ospaksson, rey de las Sudreys; según la saga Orkneyinga padre también de Thora, que fue esposa del jarl de las Órcadas Erlend Thorfinnsson.
En la saga de Laxdœla aparece otro hijo Rauda-Bjørn Viga-Rappson, quien sería padre de Torkjell Raude-Bjørnson Trevil. Torkjell se encargaría de repartir la herencia de su abuelo materno Þorsteinn súrtur Hallsteinsson tras perecer en un naufragio.